# Тождество Уорда — Такахаши
Тождество Уорда — Такахаши (в квантовой теории поля) — это тождество между корреляционными функциями, которое следует из глобальной или калибровочной симметрии теории и которое выполняется после перенормировки.
Тождество Уорда — Такахаши в квантовой электродинамике (КЭД) первоначально использовалось Джоном Клайвом Уордом и Ясуси Такахаси для того, чтобы связать перенормировку волновой функции электрона с его вершинным коэффициентом перенормировки, гарантируя устранение ультрафиолетовой расходимости во всех порядках теории возмущений. Более поздние варианты использования включают распространение доказательства теоремы Голдстоуна на все порядки теории возмущений.
В более общем смысле, тождество Уорда — Такахаши представляет собой квантовую версию классического закона сохранения тока, связанного с непрерывной симметрией по теореме Нётер. Такие симметрии в квантовой теории поля (почти) всегда приводят к появлению этих обобщённых тождеств Уорда — Такахаши, которые налагают симметрию на уровень квантово-механических амплитуд. Есть обобщённые соотношения, которые следует отличать при чтении литературы, такой как учебник Майкла Пескина и Дэниела Шредера, от оригинального тождества Уорда — Такахаши.
Подробное обсуждение ниже касается КЭД, абелевой теории, к которой применимо тождество Уорда — Такахаши. Эквивалентными тождествами для неабелевых теорий, таких как квантовая хромодинамика (КХД), являются тождества Славнова — Тейлора.

## Тождество Уорда — Такахаши
Тождество Уорда — Такахаши применяется к корреляционным функциям в импульсном пространстве, которые не обязательно имеют все свои внешние импульсы на оболочке. Пусть
{\displaystyle {\mathcal {M}}(k;p_{1}\cdots p_{n};q_{1}\cdots q_{n})=\epsilon _{\mu }(k){\mathcal {M}}^{\mu }(k;p_{1}\cdots p_{n};q_{1}\cdots q_{n})}
— корреляционная функция КЭД, включающая внешний фотон с импульсом k (где {\displaystyle \epsilon _{\mu }(k)} — вектор поляризации фотона и подразумевается суммирование по {\displaystyle \mu =0,\ldots ,3}), n электронов в начальном состоянии с импульсами {\displaystyle p_{1}\cdots p_{n}}, и n электронов конечного состояния с импульсами {\displaystyle q_{1}\cdots q_{n}}. Также по определению {\displaystyle {\mathcal {M}}_{0}} — это более простая амплитуда, полученная удалением фотона с импульсом k из нашей исходной амплитуды. Тогда тождество Уорда — Такахаши гласит:
{\displaystyle k_{\mu }{\mathcal {M}}^{\mu }(k;p_{1}\cdots p_{n};q_{1}\cdots q_{n})=e\sum _{i}\left[{\mathcal {M}}_{0}(p_{1}\cdots p_{n};q_{1}\cdots (q_{i}-k)\cdots q_{n})\right]\,.}
{\displaystyle \left.-{\mathcal {M}}_{0}(p_{1}\cdots (p_{i}+k)\cdots p_{n};q_{1}\cdots q_{n})\right]}
где e — заряд электрона имеет отрицательный знак. Обратите внимание, что если {\displaystyle {\mathcal {M}}} имеет внешние электроны на оболочке, то каждая амплитуда в правой части этого тождества имеется по одной внешней частице вне оболочки, и поэтому они не вносят вклада в элементы S-матрицы.

## Тождество Уорда
Тождество Уорда представляет собой специализацию тождества Уорда — Такахаши на элементах S-матрицы, которые описывают физически возможные процессы рассеяния и, таким образом, имеют все свои внешние частицы на оболочке. Пусть {\displaystyle {\mathcal {M}}(k)=\epsilon _{\mu }(k){\mathcal {M}}^{\mu }(k)} — амплитуда некоторого процесса КЭД с участием внешнего фотона с импульсом {\displaystyle k}, где {\displaystyle \epsilon _{\mu }(k)} — вектор поляризации фотона. Затем тождество Уорда гласит:
{\displaystyle k_{\mu }{\mathcal {M}}^{\mu }(k)=0}
Физически это тождество означает, что продольная поляризация фотона, возникающая в ξ-калибровке, нефизична и исчезает из S-матрицы.
Его использование включает ограничение тензорной структуры поляризации вакуума и электронной вершинной функции в КЭД.

## Вывод в формулировке интеграла по траекториям
В формулировке интеграла по траекториям тождества Уорда — Такахаши являются отражением инвариантности функциональной меры относительно калибровочного преобразования. Точнее, если {\displaystyle \delta _{\varepsilon }} представляет собой калибровочное преобразование с помощью {\displaystyle \varepsilon } (и это справедливо даже в том случае, когда физическая симметрия системы глобальна или даже отсутствует; нас здесь беспокоит только инвариантность функциональной меры), тогда
{\displaystyle \int \delta _{\varepsilon }\left({\mathcal {F}}e^{iS}\right){\mathcal {D}}\phi =0}
выражает инвариантность функциональной меры, где {\displaystyle S} — действие и {\displaystyle {\mathcal {F}}} — функционал полей. Если калибровочное преобразование соответствует глобальной симметрии теории, то
{\displaystyle \delta _{\varepsilon }S=\int \left(\partial _{\mu }\varepsilon \right)J^{\mu }\mathrm {d} ^{d}x=-\int \varepsilon \partial _{\mu }J^{\mu }\mathrm {d} ^{d}x}
для некоторого тока J (как функционала от полей {\displaystyle \phi }) после интегрирования по частям и предположения, что поверхностными членами можно пренебречь.
Тогда тождества Уорда — Такахаши записываются в виде
{\displaystyle \langle \delta _{\varepsilon }{\mathcal {F}}\rangle -i\int \varepsilon \langle {\mathcal {F}}\partial _{\mu }J^{\mu }\rangle \mathrm {d} ^{d}x=0}
Это КТП-аналог уравнения неразрывности Нётер {\displaystyle \partial _{\mu }J^{\mu }=0}.
Если калибровочное преобразование соответствует фактической калибровочной симметрии, то
{\displaystyle \int \delta _{\varepsilon }\left({\mathcal {F}}e^{i\left(S+S_{gf}\right)}\right){\mathcal {D}}\phi =0}
где {\displaystyle S} — калибровочно-инвариантное действие и {\displaystyle S_{\mathrm {gf} }} — некалибровочно-инвариантный вклад, фиксирующий калибровку.
Но обратите внимание, что даже если глобальной симметрии нет (то есть симметрия нарушена), у нас всё равно есть тождество Уорда — Такахаши, описывающее скорость несохранения заряда.
Если функциональная мера не является калибровочно-инвариантной, но удовлетворяет соотношению
{\displaystyle \int \delta _{\varepsilon }\left({\mathcal {F}}e^{iS}\right){\mathcal {D}}\phi =\int \varepsilon \lambda {\mathcal {F}}e^{iS}\mathrm {d} ^{d}x}
где {\displaystyle \lambda } — некоторый функционал полей {\displaystyle \phi }, то имеется аномальное тождество Уорда — Такахаши, например, когда у поля есть киральная аномалия.